# Verșînne, Sakî
Verșînne (în ucraineană Вершинне) este un sat în comuna Krainie din raionul Sakî, Republica Autonomă Crimeea, Ucraina.

## Demografie
Componența lingvistică a localității Verșînne
     Tătară crimeeană (58,27%)
     Ucraineană (24,94%)
     Rusă (14,81%)
     Alte limbi (0,5%)
Conform recensământului din 2001, majoritatea populației localității Verșînne era vorbitoare de tătară crimeeană (58,27%), existând în minoritate și vorbitori de ucraineană (24,94%) și rusă (14,81%).